# El Sobrante
El Sobrante é uma Região censo-designada localizada no Estado americano da Califórnia, no Condado de Contra Costa.

## Geografia
A área total da cidade é de 8,0 km² (3,1 mi²), sendo tudo coberto por terra.

## Demografia
De acordo com o censo de 2000, a densidade populacional é de 1527,0/km² (3953,1/mi²) entre os 12.260 habitantes, distribuídos da seguinte forma:
- 60,35% caucasianos
- 12,16% afro-americanos
- 0,67% nativo americanos
- 12,50% asiáticos
- 0,29% nativos de ilhas do Pacífico
- 6,97% outros
- 7,06% mestiços
- 15,58% latinos

Existem 3170 famílias na cidade, e a quantidade média de pessoas por residência é de 2,61 pessoas.

## Localidades na vizinhança
O diagrama seguinte representa as localidades num raio de 8 km ao redor de El Sobrante.